# Масіо (Кентуккі)
Масіо (англ. Maceo) — переписна місцевість (CDP) в США, в окрузі Девісс штату Кентуккі. Населення — 404 особи (2020).

## Географія
Масіо розташоване за координатами 37°51′26″ пн. ш. 86°59′35″ зх. д. / 37.85722° пн. ш. 86.99306° зх. д. (37.857206, -86.993126).  За даними Бюро перепису населення США в 2010 році переписна місцевість мала площу 3,85 км², з яких 3,85 км² — суходіл та 0,00 км² — водойми.

## Демографія
Згідно з переписом 2010 року, у переписній місцевості мешкало 413 осіб у 157 домогосподарствах у складі 125 родин. Густота населення становила 107 осіб/км².  Було 168 помешкань (44/км²).
Расовий склад населення:
| - 97,8 % — білих - 0,7 % — корінних американців - 0,7 % — чорних або афроамериканців |

До двох чи більше рас належало 0,7 %. Частка іспаномовних становила 0,2 % від усіх жителів.
За віковим діапазоном населення розподілялося таким чином: 23,0 % — особи молодші 18 років, 62,2 % — особи у віці 18—64 років, 14,8 % — особи у віці 65 років та старші. Медіана віку мешканця становила 40,5 року. На 100 осіб жіночої статі у переписній місцевості припадало 93,9 чоловіків;  на 100 жінок у віці від 18 років та старших — 96,3 чоловіків також старших 18 років.
Середній дохід на одне домашнє господарство  становив 44 450 доларів США (медіана — 42 344), а середній дохід на одну сім'ю — 47 815 доларів (медіана — 55 726). За межею бідності перебувало 12,6 % осіб, у тому числі 32,2 % дітей у віці до 18 років та 0,0 % осіб у віці 65 років та старших.
Цивільне працевлаштоване населення становило 218 осіб. Основні галузі зайнятості: роздрібна торгівля — 17,0 %, будівництво — 14,2 %, науковці, спеціалісти, менеджери — 13,3 %.